# Fergusonina microcera
Fergusonina microcera is een vliegensoort uit de familie van de Fergusoninidae. De wetenschappelijke naam van de soort werd voor het eerst geldig gepubliceerd in 1924 door John Russell Malloch.